# Telo Trucks
Telo Trucks (стилізоване під TELO) ―― американський стартап з виробництва електромобілів.

## Історія
Telo Trucks була заснована Джейсоном Марксом як генеральним директором, Форрестом Нортом як технічним директором та Івом Бехаром як операційним директором у 2022 році.
У 2025 році Telo Trucks оголосила, що компанія співпрацює з Aptera Motors, щоб представити інтегровані сонячні панелі для Telo MT1. 
Інтеграція сонячних панелей дозволить покупцям вибрати до трьох комплектів сонячних панелей: на даху кабіни, на кришці кузова і на стелажі підрядника над кузовом. 

## Транспортні засоби

### Telo MT1
Дебютний автомобіль, пікап MT1, планується запустити у виробництво у 2025 р.
MT1 - це спеціально розроблена субкомпактна електрична вантажівка, що поєднує в собі практичність пікапа з функціональністю, необхідною для міського середовища. Планується, що на етапі концептуальної розробки він матиме найменші габарити серед усіх вантажівок на внутрішньому автомобільному ринку США.